# Triraphideae
Tribu
Les Triraphideae sont une tribu de plantes monocotylédones de la famille des Poaceae, sous-famille des Chloridoideae, originaire des régions tropicales d'Afrique, d'Asie et d'Australasie.
Cette petite tribu comprend 3 genres (Habrochloa, Neyraudia et Triraphis) regroupant 14 espèces.